# تپه گورستان حقنظر وردان
تپه قبرستان حقنظر وردان مربوط به دوران پیش از تاریخ ایران باستان - دوران‌های تاریخی پس از اسلام است و در شهرستان سلماس، روستای وردان واقع شده و این اثر در تاریخ ۲۳ بهمن ۱۳۸۰ با شمارهٔ ثبت ۴۷۸۳ به‌عنوان یکی از آثار ملی ایران به ثبت رسیده است.